# ماريا تيريزا النمساوية ملكة الصقليتين
ماريا تيريزا النمساوية (Maria Theresia Isabella؛ 31 يوليو 1816 - 8 أغسطس 1867)؛ كانت الزوجة الثانية لفرديناندو الثاني ملك الصقليتين، مما يجعلها ملكة الصقليتين، هي الابنة الكبرى لأرشيدوق كارل دوق تشين والأميرة هنرييت من ناساو-فيلبورغ.
أجدادها من الأب هم ليوبولد الثاني إمبراطور الروماني المقدس وانفانتا ماريا لويزا الإسبانية، في حين والدتها هي شقيقة فيلهلم دوق ناساو، أصبحت ماريا تيريزا أميرة دير التيريزيان الملكية للسيدات بقلعة براغ (1834-1835).

## السيرة الذاتية
أصبحت متزوجة من فرديناندو الثاني في الكنيسة الأوغسطينية بفيينا في 9 يناير 1837، كانت العروس تبلغ من العمر واحدًا وعشرين عامًا تقريبًا والعريس سبعة وعشرون عامًا.
تم وصف الملكة ماريا تيريزا بأنها كانت ترتدي ملابس سيئة ولم تستجب لمثل شخص ملكي، كرهت دورها العام وحياتها في البلاط، وفضلت أن تحصر نفسها في غرفها الخاصة المخصصة للتطريز وأبنائها، كانت تربطها علاقة جيدة مع كل من زوجها وابنه فرانشيسكو بحيث كان يحترمها وكانت تناديه بشكل واضح بابنها، كانت ماريا تيريزا مهتمة بالسياسة، ومن المعروف أنها عملت كمستشارة للملك وأنها أثرت عليه ليكون صارمًا، وعندما لم تتمكن من الحضور في حفل استقبال المسؤولين كانت ترغب في الاستماع إلى المحادثة بحيث تستمتع إلى الحديث من خلف الباب، وأيضا رعت فرديناندو وهو على فراش الموت.

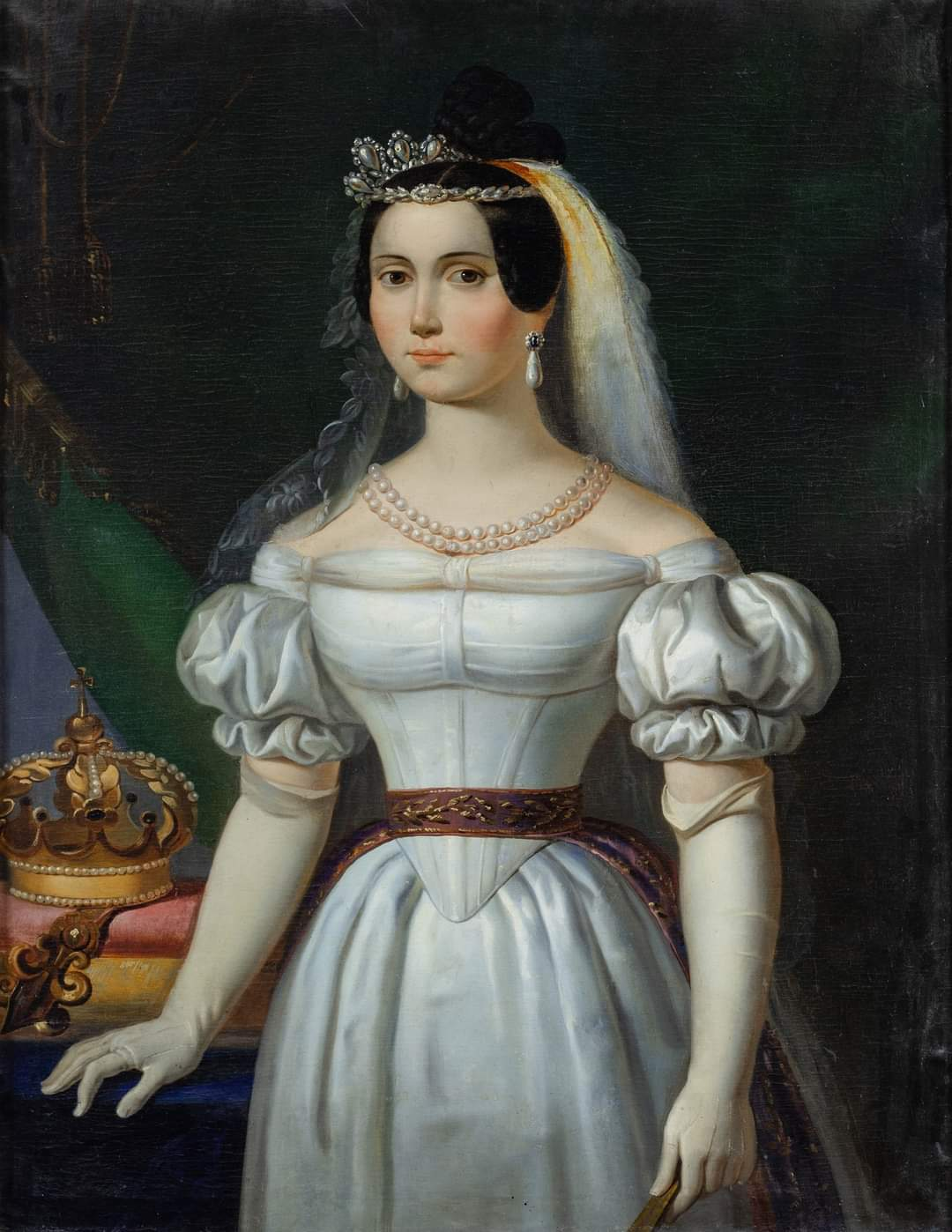
ماريا تيريزا

وعند وفاة زوجها نويت للمواصلة نشاطها السياسي من خلال كونها مستشارًا لابن زوجها فرانشيسكو الذي أصبح الملك الجديد، ساهمت سياستها الاستبدادية في استياء الجمهور الذي أدى إلى إلغاء مملكة نابولي، عارضت زوجة فرانشيسكو الدوقة ماريا صوفيا في بافاريا نفوذها، ومع ذلك أصبح موقف فرانشيسكو صعباً في الصراع بين زوجته وزوجة أبيها، دون أن يكون قادرًا على إرضاء أي منهما، أبلغت ماريا صوفيا فرانشيسكو عن مؤامرة تخططها ماريا تيريزا عن محاولة وضع ابنه البيولوجي على العرش، لكن فرانشيسكو اختار تصديق ماريا تيريزا عندما أقسمت له على براءتها، لم يكن الأمر كذلك حتى بدأت الثورات ضد النظام الملكي بالفعل حتى قرر فرانشيسكو الاستماع إلى نصيحة زوجته بدلاً من زوجة أبيه. كانت ماريا تيريزا من أوائل الذين غادروا نابولي أثناء الثورة، لجأت أولاً إلى غيطة مع أطفالها ومستشاريها ومن ثم إلى روما، أقامت في نفس القصر الذي كان سيستخدمه فرانشيسكو وماريا صوفيا عند وصولهما، توفيت من الكوليرا، رعاها ابن زوجها فرانشيسكو الذي حزن عليها بشدة.

## الذرية
أنجبت ماريا تيريزا لزوجها 12 ابناً، وهم:-

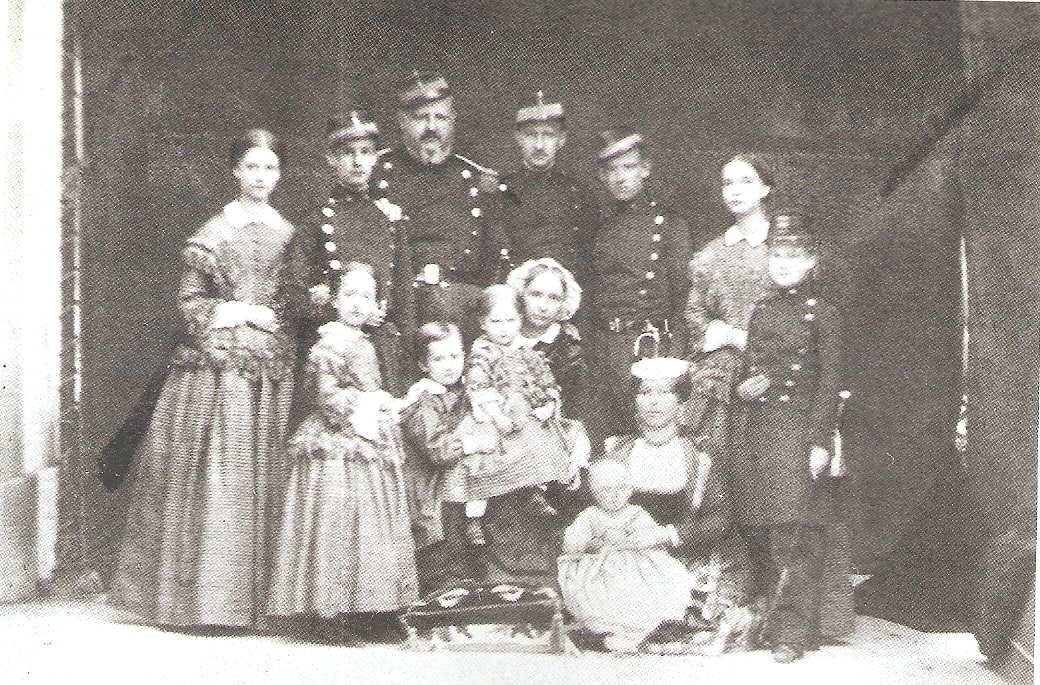
ماريا تيريزا مع الملك فرديناندو الثاني وعائلتها، من صورة في 1860 تقريباً.

| الاسم                     | الميلاد        | الوفاة         | ملاحظة |
| ------------------------- | -------------- | -------------- | --- |
| لودوفيكو كونت ترابي       | 1 أغسطس 1838   | 8 يونيو 1886   | تزوج من الدوقة ماتيلد لودوفيكا في بافاريا شقيقة الملكة ماري صوفي وإليزابيث إمبراطورة النمسا، وهما جدا أوغستا فيكتوريا ملكة البرتغال.  |
| ألبرتو كونت كاستروغيوفاني | 17 سبتمبر 1839 | 12 يوليو 1844  | توفي في الطفولة. |
| ألفونسو كونت كازيرتا      | 28 مارس 1841   | 26 مايو 1934   | تزوج من ابنة عمه الأميرة أنطونييتا لديهما ذرية، ينحدر منه إحدى مدعيين أسرة بوربون-صقليتين الحالية.                                    |
| ماريا أنونزياتا           | 24 مارس 1843   | 4 مايو 1871    | الزوجة الثانية لأرشيدوق كارل لودفيغ النمساوي، لهم ذرية بما في ذلك الأرشيدوق فرانتس فرديناند، وكذلك هما جدا كارل الأول إمبراطور النمسا |
| ماريا إيماكولاتا          | 14 أبريل 1844  | 18 فبراير 1899 | تزوجت من الأمير كارل سالفاتور التوسكاني، لهم ذرية.                                                                                    |
| غايتان كونت غيرجينتي      | 12 يناير 1846  | 26 نوفمبر1871  | تزوج من انفانتا إيزابيل الإسبانية، ليس لديهم ذرية.                                                                                    |
| جيوسيبي كونت لوتشرا       | 4 مارس 1848    | 28 سبتمبر 1851 | توفي في الطفولة. |
| ماريا بيا                 | 21 أغسطس 1849  | 29 سبتمبر 1882 | الزوجة الأولى لروبرت الأول دوق بارما، لهم ذرية، فهما جدا بوريس الثالث ملك بلغاريا.                                                    |
| فينتشنزو كونت ميلاتسو     | 26 أبريل 1851  | 13 أكتوبر 1854 | توفي في الطفولة. |
| باسكال كونت باري          | 15 سبتمبر 1852 | 21 ديسمبر 1904 | تزوج زواجاً مرغنطي من بلانكا ماركوناي، ليس لديهم ذرية.                                                                                 |
| ماريا لويزا               | 21 يناير 1855  | 23 فبراير 1874 | الزوجة الأولى لأمير إنريكو كارلو دي بوربون-بارما كونت باردي، ليس لديهم ذرية، هو شقيق روبرت دوق بارما.                                 |
| جينارو كونت كالتاجيروني   | 28 فبراير 1857 | 13 أغسطس 1867  | توفي في الطفولة. |